# 2024년 일본의 텔레비전 드라마 목록
다음은 2024년에 일본의 텔레비전에서 방송 예정인 드라마 프로그램을 나열한 목록이다.

## 시기 미정
- 《닌자의 집 House of Ninjas》(넷플릭스)

## 1분기
- 《빛나는 너에게》(NHK)

## 2분기
- 《호랑이에게 날개》(NHK)

## 참고 자료
- ja:2024年のテレビドラマ (日本)

## 같이 보기
- 일본의 텔레비전 드라마 목록
- 2020년대 일본의 텔레비전 드라마 목록